# ユズノハカズラ属
ユズノハカズラ属、ポトス属（学名：Pothos）は、サトイモ科に含まれる属の一つ。または、ユズノハカズラ属に含まれる植物の総称。尚、同じサトイモ科のポトス（オウゴンカズラ）とは別属の別種である。

## 特徴
本属は南太平洋、インド洋の島嶼、東南アジア、東アジア南部、南アジアに幅広く自生するつる性植物で、一部種は日本の大東諸島に自生している（ユズノハカズラと呼ばれる種）。本属に共通する特徴は、葉柄が扁平化し、爪（鱗片葉）と呼ばれる器官になっているという点である。また、葉は固く光沢を帯びる種が多く、互生し、成長速度は遅い。新芽は針状に尖っている。果実は赤色や橙色などの非常に目を引く色をしている。草丈は大きければ全長100㎝以上にもなり、周囲の植物や岩に絡みつきながら成長していく。漢方薬にも利用されることもある。

## 栽培方法
本種の植物はほとんど栽培されない。大東諸島に野生のユズノハカズラが自生している程度である。ちなみに大東諸島が唯一の日本の自生地であり、生息地の狭さからか個体数が少なく、環境省のレッドリストでは絶滅危惧ⅠA類（CR）に分類されている。

## 名称について
属名である Pothos は、ギリシャ神話の登場する翼を持った神の「ポトス（英語版）」に因む。

## ハブカズラ属のポトスとの関係
我々に馴染み深いポトスとはかつて同じ属に分類されていた。その名残にポトスのシノニムにはPothosで始まるものがある。以下のシノニムはその一例。
- Pothos aureus Linden & André
- Pothos pinnatus L.

## 下位分類
日本ではユズノハカズラ（Pothos chinensis）のみが自生する。ユズノハカズラ属自体は60種程度を含む。
ポトス・スカンデンス（Pothos scandens）
現在のユズノハカズラ属に属する植物の中で数少ない日本で知られている種。ユズノハカズラ属で最も古くに発見された種。ユズノハカズラ属のタイプ種となっている。

## ギャラリー

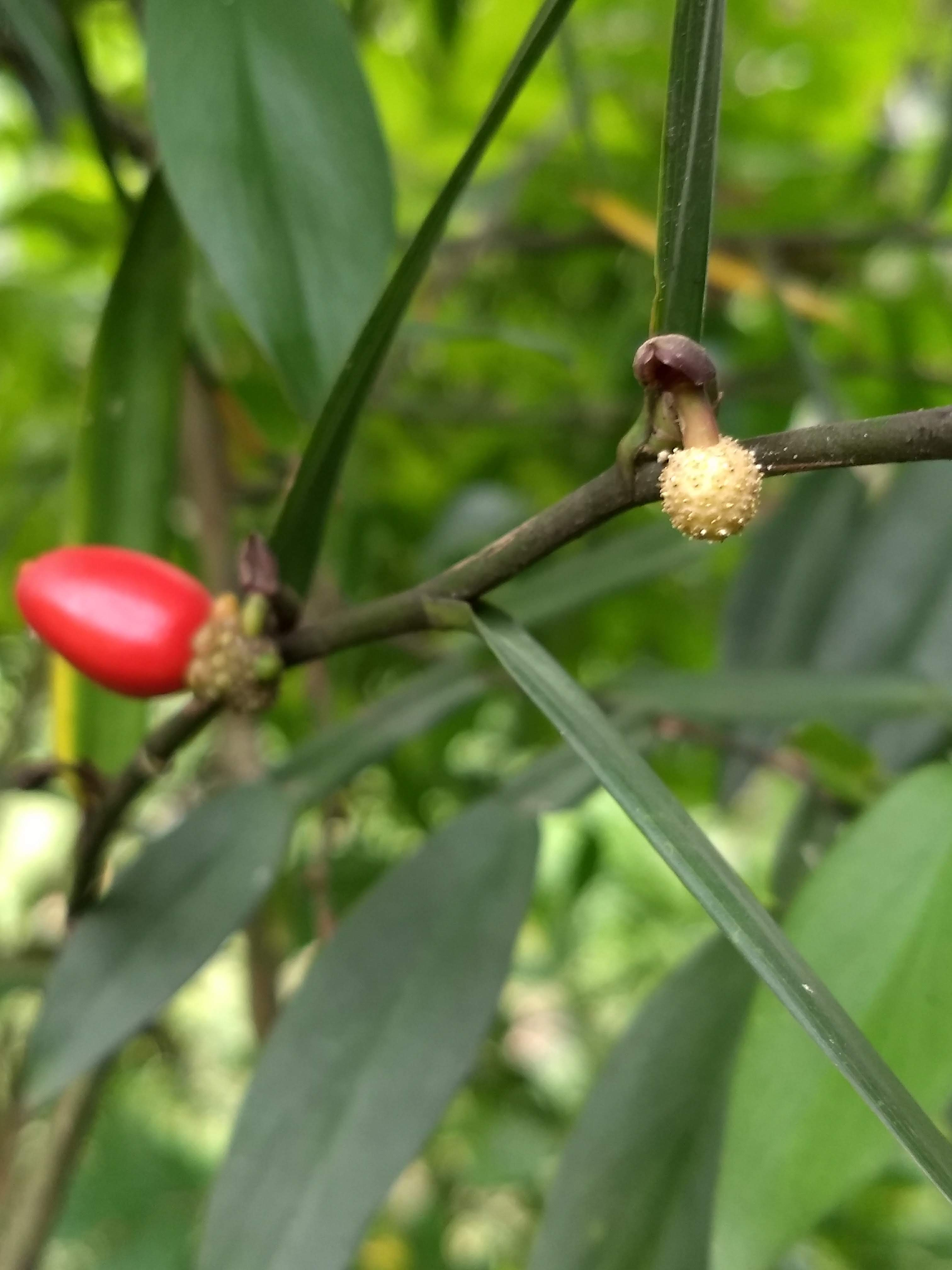
果実と花
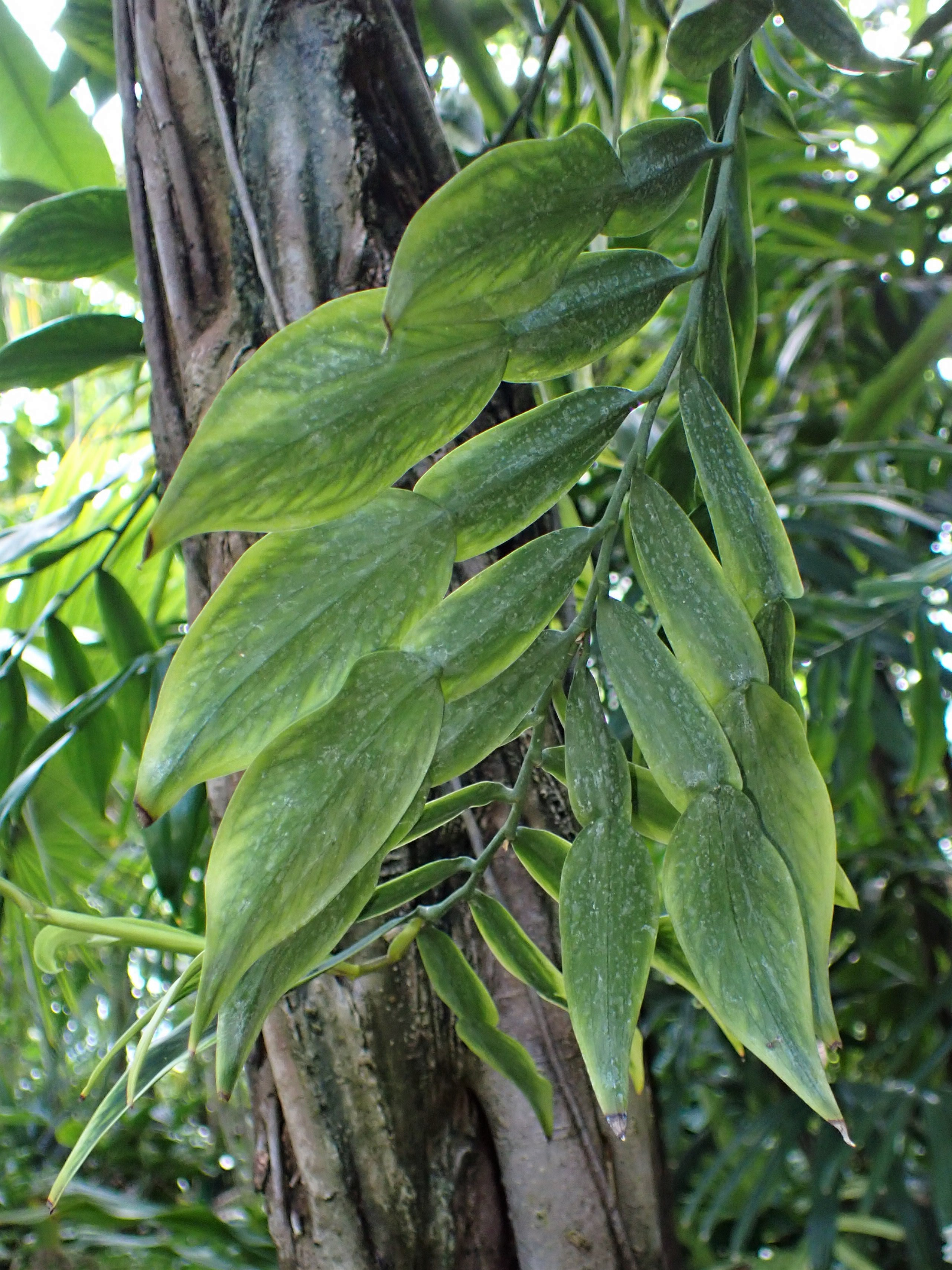
葉は一部はくびれる
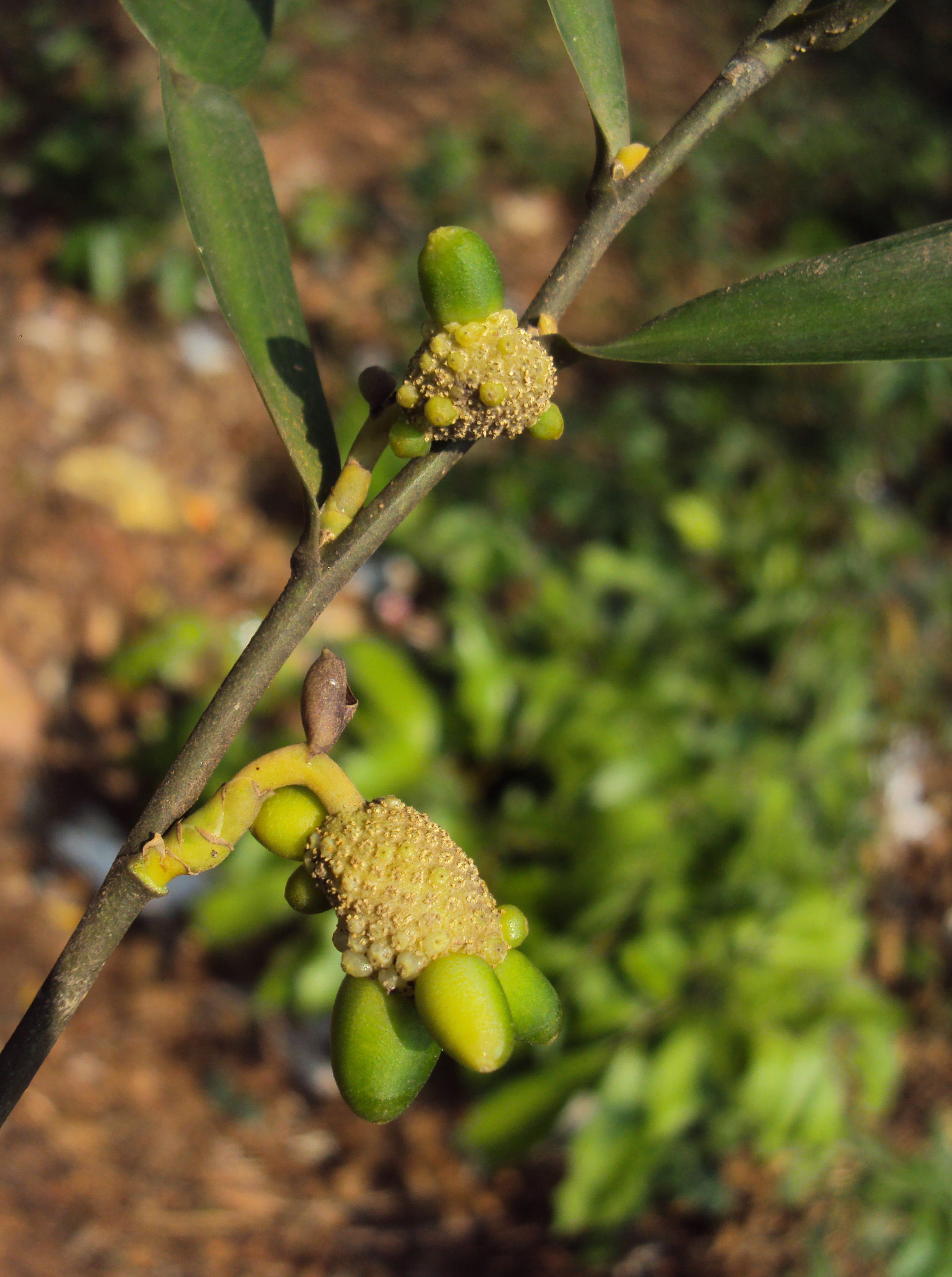
若い果実